# ドアーズ (2021年の映画)
『ドアーズ』（原題：DOORS）は、2021年製作のアメリカ合衆国のSF映画。
アメリカでは2021年3月19日に一部劇場で公開されたのち、同月23日よりオンデマンド配信され、同年4月6日にDVD及びBlu-rayが発売された。日本においては劇場公開されず、2023年2月3日にアメイジングD.C.より日本語吹替も収録したDVDが発売された。

## 概要
突如、「ドア」と名付けられた謎の物体が世界中に出現し、そのドアの周囲では人々を次々と消していった。ロックダウンで学校に閉じ込められた者たちや「ノッカーズ」と呼ばれる「ドア」の調査を行う者たちなどを描いたSF映画。
本編は4部構成となっており、それぞれ別の監督・脚本チームが担当しているアンソロジー映画の形式をとっている。各部では過去のSF作品をオマージュ要素が含まれている。

## キャスト
- ビンス：ジョシュ・ペック
- ベッキー：リナ・エスコ（英語版）
- リッキー：ウィルソン・ベゼル（英語版）
- ジャマール：キップ・マローン（英語版）
- リズ：ジュリアン・コリンズ